# Ch'ti Bike Tour
Le Ch'ti Bike Tour est un événement de vélo organisé annuellement le dernier week-end du mois d'août en France, à Armentières (Nord).
Il a été créé en 2005 par l'association Actions Vélo avec pour finalité majeure de promouvoir la pratique du vélo sous toutes ses formes.
Il bénéficie du soutien de collectivités territoriales (Conseil régional et Conseil général, Lille Métropole Communauté Urbaine, la ville d’Armentières) et d’institutions (Direction régionale de la jeunesse et des sports, Fédération française de cyclisme, UFOLEP…).

## Présentation
Le Ch'ti Bike Tour est composé de quatre épreuves :
- Une course cyclosportive, la Laurent Desbiens (550 participants en 2009), sur les routes des monts des Flandres et de Gand-Wevelgem.
- Une rando cyclo, la Route des monts cyclo (plus de 1100 participants en 2009) sur les routes des monts des Flandres.
- Une rando VTT, la Route des monts VTT (plus de 600 participants en 2009) sur les routes des monts des Flandres
- Les randos familles (une rando famille Ch'ti Bike Tour et des randos familles 59 -communes associées-), balades champêtres de 20 km environ.

L'événement fait partie depuis 2009 du « club prestige FFC », regroupant les six principales cyclosportives du calendrier de la fédération française de cyclisme (FFC).
La Laurent Desbiens fait partie depuis 2005 du trophée label d'or qui établit un classement sur la base des points attribués lors des 19 cyclosportives du calendrier FFC.
Le Ch'ti Bike Tour est également engagé dans le programme Ecocyclo de la FFC.
Le village du Ch'ti Bike Tour, qui se trouve dans la base de loisirs des prés du Hem à Armentières, accueille depuis 2009 un « Pôle santé ».
L'événement soutient des associations et fondations dans leurs œuvres caritatives.